# Черномин
Черно́мин (укр. Чорномин) — село на Украине, находится в Тульчинском районе Винницкой области.
Код КОАТУУ — 0523283401. Население по переписи 2009 года составляет 1010 человек. Почтовый индекс — 24732. Телефонный код — 4349. Занимает площадь 2,593 км².
Местная власть: 24700, Винницкая область, Тульчинский р-н, пгт Песчанка, ул. Центральная, 85.

## История
Село известно с XVIII века, изначально называлось Разбойное. В 1835 году помещики Чарномские переименовали село в Чарномин, во время СССР название изменилось на Черномин.

### Чарноминский дворец

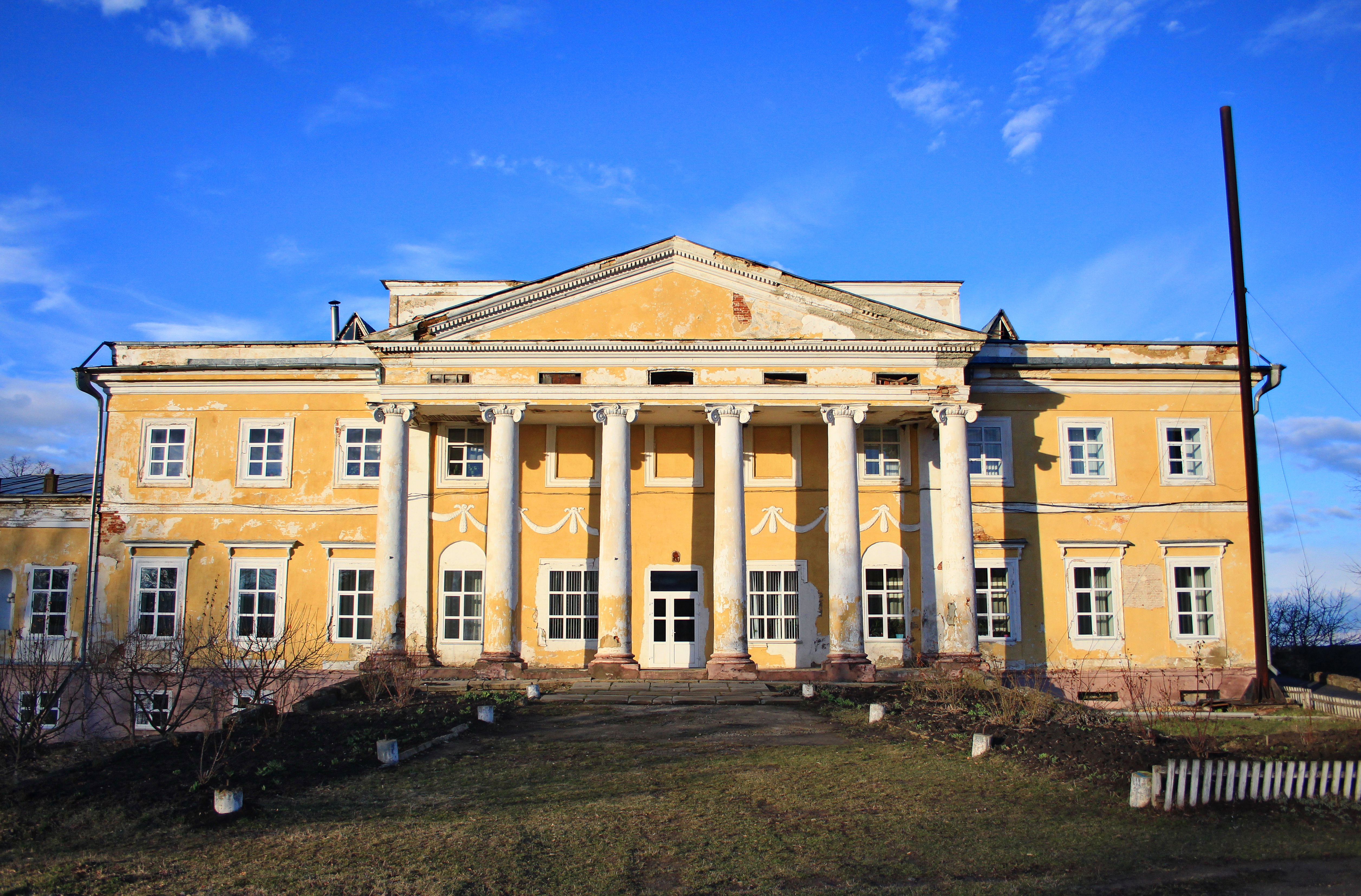
Чарноминский дворец

В 1810-х годах по заказу помещика Николая Чарномского архитектор Франческо Боффо, построил дворец, напоминающий, по мнению дилетантов, Белый дом в Вашингтоне. Внешнее сходство особняков в стиле классицизма в разных странах объясняется использованием архитекторами общих палладианских моделей. Существует неподтверждённая версия того, что архитектор использовал чертежи одного из известнейших строений США.
Когда-то Николай Чарномский купил село у губернатора Подольского края Тутомлина. Николай был уполномоченным и любовником Софии Витт-Потоцкой (третьей жены Станислава Потоцкого, в честь которой он соорудил Уманский парк «Софиевку»). Имея доступ к деньгам Софии Потоцкой, Чарномский украл у неё крупную сумму, поскольку ему не хватало денег на обустройство купленного села. София, заметив пропажу, отстранила Чарномского от кассы, но требовать возврата денег не стала. После этого Чарномский стал отдаляться от Потоцкой и занялся обустройством своего поместья. Село Николай Чарномский решил переименовать.

### Промышленность
До 2000 года действовал сахаро-рафинадный завод, построенный ещё в 1859 году помещиком Николаем-Генриком Чарномским, сыном Николая Чарномского. Завод пришёл в упадок во время перестройки, сразу после распада СССР, а до этого был очень крупным и имел большое производство.

## Религия
В селе действует храм Рождества Пресвятой Богородицы Песчанского благочиния Могилёв-Подольской епархии Украинской православной церкви.